# Euroscaptor micrurus
Euroscaptor micrurus — вид ссавців родини Talpidae.

## Поведінка і середовище проживання
Гімалайський кріт веде нічний спосіб життя, одиночний спосіб життя і живе в норі. Зустрічається в Бангладеш, Бутані, Китаї, Індії, Малайзії та Непалі. У Бангладеш його було знайдено в національному парку Лавачара в 1980 і 2011 роках. У березні 2017 року особина була знайдена в чайному саду в Срімангал Упазіла, Бангладеш.